# Cucullia timberia
Cucullia timberia là một loài bướm đêm trong họ Noctuidae.